# 174801 Etscorn
174801 Etscorn este un asteroid din centura principală de asteroizi.

## Descriere
174801 Etscorn este un asteroid din centura principală de asteroizi. A fost descoperit pe 23 noiembrie 2003 la Etscorn de W. H. Ryan. Asteroidul prezintă o orbită caracterizată de o semiaxă mare de 2,35 ua, o excentricitate de 0,19 și o înclinație de 4,2° în raport cu ecliptica.